# 日本食肉格付協会
公益社団法人日本食肉格付協会（しゃだんほうじんにほんしょくにくかくづけきょうかい）は、食肉関連の公益法人。旧所管は、農林水産省農林水産省食肉鶏卵課。

## 概要
- 主な目的　食肉の規格化・格付等
- 沿革　1975年2月　設立
- 主要役員
  - 代表理事（会長）大野高志
  - 業務執行理事（専務理事）芳野陽一郎
  - 業務執行理事（理事）小野哲士
- 本部所在地　東京都千代田区神田淡路町二丁目1番2号　NCO神田淡路町2階